# Затишье (Тернопольская область)
Затишье (укр. Затишшя) — село в Почаевской городской общине Кременецкого района Тернопольской области Украины. 
Код КОАТУУ — 6123410501. Население по переписи 2001 года составляло 295 человек.

## Географическое положение
Село Затишье находится на расстоянии в 2,5 км от города Почаев.
Через село проходит автомобильная дорога Р-26.

## История
- 1450 год — дата основания.